# 红领巾水库 (土左旗)
红领巾水库是中国内蒙古自治区呼和浩特市土默特左旗境内的一座水库，位于大黑河支流水磨沟上，建于1960年。水库正常库容为820万立方米，集雨面积为1381平方千米，海拔为1134.2米。